# Вал дел Фо (Бреша)
Вал дел Фо је насеље у Италији у округу Бреша, региону Ломбардија.
Према процени из 2011. у насељу је живело 119 становника. Насеље се налази на надморској висини од 500 м.